# IC 2086
IC 2086 је елиптична галаксија у сазвјежђу Златна риба која се налази на листи објеката дубоког неба у Индекс каталогу.
Деклинација објекта је - 53° 38' 51" а ректасцензија 4h 31m 32,1s. Привидна величина (магнитуда) објекта IC 2086 износи 14,7 а фотографска магнитуда 15,7. IC 2086 је још познат и под ознакама ESO 157-40, DRCG 47-75, PGC 15392.